# 137165 Annis
137165 Annis este un asteroid din centura principală de asteroizi.

## Descriere
137165 Annis este un asteroid din centura principală de asteroizi. A fost descoperit pe 20 martie 1999 la Apache Point Observatory în cadrul programului Sloan Digital Sky Survey. Asteroidul prezintă o orbită caracterizată de o semiaxă mare de 3,20 ua, o excentricitate de 0,21 și o înclinație de 9,6° în raport cu ecliptica.